# 1373 w literaturze
Wydarzenia literackie w 1373 roku.

## Zmarli
- Brygida Szwedzka, święta Kościoła katolickiego i pisarka